# A Promessa (filme de 2005)
Wu ji (bra/prt: A Promessa) é um filme de drama sino-nipo-honcongo-sul-coreano de 2005 dirigido e coescrito por Chen Kaige.
A Promessa foi indicado ao Globo de Ouro de melhor filme em língua estrangeira de 2006.
Foi selecionado como representante da China à edição do Oscar 2006, organizada pela Academia de Artes e Ciências Cinematográficas.

## Elenco
- Jang Dong-gun - Kunlun
- Hiroyuki Sanada - General Guangming
- Cecilia Cheung - Qingcheng
- Guan Xiaotong - Qingcheng (jovem)
- Nicholas Tse - Duke Wuhuan
- Shi Lei - Wuhuan (jovem)